# Série mondiale 1991
La Série mondiale 1991 était la 88e série finale des Ligues majeures de baseball. Elle a débuté le 19 octobre 1991 et mettait aux prises les champions de la Ligue américaine, les Twins du Minnesota, et les champions de la Ligue nationale, les Braves d'Atlanta.
Cette série au meilleur de 7 parties s'est terminée le 27 octobre 1991 par une victoire des Twins du Minnesota, quatre parties contre trois. Avec trois matchs décidés en prolongation, cette Série mondiale est celle qui a nécessité le plus de manches pour une finale de 7 matchs, soit 69, un record qui tient toujours.
En 1991, pour la première fois de l'histoire, la Série mondiale opposait deux équipes ayant terminé la saison précédente au dernier rang de leur division.
Pour le 100e anniversaire des Séries mondiales, le réseau ESPN a produit un classement des meilleures séries finales de l'histoire du baseball majeur, et cette série de 1991 fut votée meilleure de tous les temps.

## Équipes en présence
Avec un dossier de 94-68, les Braves d'Atlanta, qui avaient terminé au 6e rang en 1990, remportèrent le championnat de la division Ouest de la Ligue Nationale, par un seul match de priorité sur les Dodgers de Los Angeles. Il s'agissait du premier d'une série record de 14 championnats de division consécutifs pour les Braves. En Série de championnat, ils éliminèrent les Pirates de Pittsburgh, champions de la division Est, quatre parties à trois, pour accéder aux Séries mondiales pour la première fois depuis le transfert de la franchise de Milwaukee vers Atlanta en 1966.
Dans la Ligue américaine, les Twins du Minnesota, équipe de dernière position en 1990, terminèrent au premier rang dans la section Ouest avec une fiche de 95-67 et une confortable priorité de huit parties sur les White Sox de Chicago. Ils éliminèrent les Blue Jays de Toronto, champions dans l'Est, en cinq parties en Série de championnat.
Les Twins accédaient à la Série mondiale pour la sixième fois de l'histoire de la concession et la troisième fois depuis leur transfert de Washington vers le Minnesota. Il s'agissait aussi de leur deuxième participation à la finale en cinq ans, ayant été sacrés champions du monde en 1987.

## Déroulement de la Série

### Calendrier des rencontres
| Match | Date       | Visiteur           | Hôte               | Score              |
| ----- | ---------- | ------------------ | ------------------ | ------------------ |
| 1     | 19 octobre | Braves d'Atlanta   | Twins du Minnesota | 2 - 5              |
| 2     | 20 octobre | Braves d'Atlanta   | Twins du Minnesota | 2 - 3              |
| 3     | 23 octobre | Twins du Minnesota | Braves d'Atlanta   | 4 - 5 (12 manches) |
| 4     | 23 octobre | Twins du Minnesota | Braves d'Atlanta   | 2 - 3              |
| 5     | 24 octobre | Twins du Minnesota | Braves d'Atlanta   | 5 - 14             |
| 6     | 26 octobre | Braves d'Atlanta   | Twins du Minnesota | 3 - 4 (11 manches) |
| 7     | 27 octobre | Braves d'Atlanta   | Twins du Minnesota | 0 - 1 (10 manches) |

### Match 1
Samedi 19 octobre 1991 au Metrodome, Minneapolis, Minnesota.
| Braves d'Atlanta | 0 | 0 | 0 | 0 | 0 | 1 | 0 | 1 | 0 | 2 | 6 | 1 |
| Twins du Minnesota | 0 | 0 | 1 | 0 | 3 | 1 | 0 | 0 | X | 5 | 9 | 1 |
| Lanceurs partants : ATL : Charlie Leibrandt MIN : Jack Morris Vic. : Jack Morris (1-0) Déf. : Charlie Leibrandt (0-1) Sauv. : Rick Aguilera (1) HRs: MIN : Greg Gagne (1), Kent Hrbek (1) |   |   |   |   |   |   |   |   |   |   |   |   |

Les Twins s'inscrivirent au pointage les premiers en quatrième manche sur un simple de Chuck Knoblauch qui les placent en avance 1-0. Greg Gagne frappa un coup de circuit de trois points en 5e manche pour donner les devants 4-0 à son équipe et chasser du match le lanceur partant des Braves, Charlie Leibrandt. Kent Hrbek ajouta un circuit en solo en 6e, et les Twins remportèrent le premier affrontement, 5 à 2.

### Match 2
Dimanche 20 octobre 1991 au Metrodome, Minneapolis, Minnesota.
| Braves d'Atlanta | 0 | 1 | 0 | 0 | 1 | 0 | 0 | 0 | 0 | 2 | 8 | 1 |
| Twins du Minnesota | 2 | 0 | 0 | 0 | 0 | 0 | 0 | 1 | X | 3 | 4 | 1 |
| Lanceurs partants : ATL : Tom Glavine MIN : Kevin Tapani Vic. : Kevin Tapani (1-0) Déf. : Tom Glavine (0-1) Sauv. : Rick Aguilera (2) HRs: MIN : Chili Davis (1), Scott Leius (1) |   |   |   |   |   |   |   |   |   |   |   |   |

Contre celui qui allait remporter le trophée Cy Young cette année-là dans la Ligue nationale, Tom Glavine, les Twins frappèrent tôt, inscrivant deux points à la première manche sur un circuit de Chili Davis.
Les Braves remontèrent la pente et parvinrent à créer l'égalité grâce à des ballons-sacrifice de Brian Hunter en 2e et Rafael Belliard en 5e manche. Mais en fin de 8e face à Glavine, Scott Leius claqua un circuit en solo pour faire gagner les Twins, 3-2. Rick Aguilera vint compléter une solide performance du partant Kevin Tapani en retirant trois frappeurs des Braves sur des prises en 9e manche.

### Match 3
Mardi 22 octobre 1991 au Atlanta-Fulton County Stadium, Atlanta, Géorgie.
| Twins du Minnesota | 1 | 0 | 0 | 0 | 0 | 0 | 1 | 2 | 0 | 0 | 0 | 0 | 4 | 10 | 1 |
| Braves d'Atlanta | 0 | 1 | 0 | 1 | 2 | 0 | 0 | 0 | 0 | 0 | 0 | 1 | 5 | 8  | 2 |
| Lanceurs partants : MIN : Scott Erickson ATL : Steve Avery Vic. : Jim Clancy (1-0) Déf. : Rick Aguilera (0-1) HRs : MIN : Kirby Puckett (1), Chili Davis (2) ATL : David Justice (1), Lonnie Smith (1) |   |   |   |   |   |   |   |   |   |   |   |   |   |    |   |

Pour le match #3, les Twins envoyèrent au monticule Scott Erickson, gagnant de 20 victoires en saison régulière. Les Braves lui opposèrent Steve Avery, joueur par excellence de la Série de championnat de la Ligue nationale. Avery n'avait accordé aucun point en 16 manches et un tiers lors de cette série contre les Pirates de Pittsburgh, mais les Twins n'eurent besoin que de deux frappeurs pour mettre fin à cette séquence, Chuck Knoblauch plaçant Minnesota en avant 1-0 en première manche grâce à un ballon-sacrifice. 
Les Braves créèrent l'égalité sur un simple de Rafael Belliard en 2e, puis prirent les devants grâce au circuit de David Justice en 4e. En 5e manche, ils ajoutèrent deux points, sur un circuit de Lonnie Smith et un but sur balles soutiré par Greg Olson alors que les buts étaient remplis.
Mais le circuit en solo de Kirby Puckett en 7e et la claque de deux points de Chili Davis en 8e manche ramenèrent les deux équipes à la case départ. Ce fut Alejandro Pena, qui avait pourtant enregistré 13 sauvetages à ses 13 tentatives précédentes, qui gâcha l'avance d'Atlanta et, par le fait même, la soirée respectable du partant Avery. 
Avec une égalité de 4-4, il fallut attendre la 12e manche pour voir les Braves l'emporter et réduire l'écart dans la série. À ce point dans la rencontre, les deux équipes avaient utilisé presque tous leurs joueurs, ce qui força le gérant des Twins, Tom Kelly, à envoyer son lanceur de relève Rick Aguilera comme frappeur suppléant pour un autre lanceur, Mark Guthrie, qui ne s'était lui-même jamais présenté au bâton dans toute sa carrière dans les majeures.
En fin de 12e, David Justice frappa un simple contre Aguilera. Il vola le deuxième but et vint croiser le marbre sur un coup sûr de Mark Lemke. Atlanta l'emporta 5-4.

### Match 4
Mercredi 23 octobre 1991 au Atlanta-Fulton County Stadium, Atlanta, Géorgie.
| Twins du Minnesota | 0 | 1 | 0 | 0 | 0 | 0 | 1 | 0 | 0 | 2 | 7 | 0 |
| Braves d'Atlanta | 0 | 0 | 1 | 0 | 0 | 0 | 1 | 0 | 1 | 3 | 8 | 0 |
| Lanceurs partants : MIN : Jack Morris ATL : John Smoltz Vic. : Mike Stanton (1-0) Déf. : Mark Guthrie (0-1) HRs : MIN : Mike Pagliarulo (1) ATL : Terry Pendleton (1), Lonnie Smith (2) |   |   |   |   |   |   |   |   |   |   |   |   |

Mike Pagliarulo, qui avait produit le premier point des Twins à l'aide d'un double en 2e manche, brisa une égalité de 1-1 en début de 7e avec un circuit en solo contre John Smoltz. Mais Lonnie Smith fit de même à la demi-manche suivante pour niveler la marque à nouveau.
Le match se termina sur un spectaculaire jeu au marbre. Après un retrait, le héros du match précédent, Mark Lemke, frappa un triple aux dépens de Mark Guthrie. Les Twins accordèrent un but sur balles intentionnel à Jeff Blauser pour placer des coureurs aux extrémités et provoquer une situation de double jeu. Puis un ancien des Braves, Steve Bedrosian, vint lancer pour Minnesota. Le réserviste Jerry Willard souleva un ballon au champ droit. Sitôt la balle saisie pour le deuxième retrait, le voltigeur Shane Mack relaya à son receveur Brian Harper. Le relais devança le coureur, mais Lemke effectua un glissade de manière à éviter le gant du receveur. Il fut déclaré sauf, procurant aux Braves une victoire de 3-2. Harper protesta avec véhémence auprès de l'officiel au marbre, Terry Tata, mais la reprise télévisée montrait clairement que Lemke avait touché la plaque avant que la balle ne soit appliquée contre lui.
Atlanta créait ainsi l'égalité 2-2 dans la série mondiale.

### Match 5
Jeudi 24 octobre 1991 au Atlanta-Fulton County Stadium, Atlanta, Géorgie.
| Twins du Minnesota | 0 | 0 | 0 | 0 | 0 | 3 | 0 | 1 | 1 | 5  | 7  | 1 |
| Braves d'Atlanta | 0 | 0 | 0 | 4 | 1 | 0 | 6 | 3 | X | 14 | 17 | 1 |
| Lanceurs partants : MIN : Kevin Tapani ATL : Tom Glavine Vic. : Tom Glavine (1-1) Déf. : Kevin Tapani (1-1) HRs: ATL : David Justice (2), Lonnie Smith (3), Brian Hunter (1) |   |   |   |   |   |   |   |   |   |    |    |   |

Pour la première fois de la série, Atlanta s'inscrivit au pointage avant Minnesota. Les Braves éclatèrent pour quatre points face au partant Kevin Tapani en 4e manche. David Justice frappa un circuit de deux points, puis un nouveau triple de Mark Lemke, suivi d'un double de Rafael Belliard portèrent la marque à 4-0.
Minnesota inscrivit trois points en début de 6e, portant la marque à 5-3 pour Atlanta. Mais les champions de la Ligue nationale placèrent le match hors de portée des Twins en 7e manche, amorcée par un circuit en solo de Lonnie Smith. Justice et Brian Hunter y allèrent de simples productifs. Puis Lemke cogna un troisième triple en deux matchs, faisant compter deux autres points. Il vint marquer lui-même sur un simple de Belliard.
En 8e, le festival offensif se poursuivit avec, notamment, un triple d'un point de Ron Gant et un circuit de Brian Hunter. Atlanta s'approcha à une victoire du titre en triomphant des Twins, 14 à 5.

### Match 6
Samedi 26 octobre 1991 au Metrodome, Minneapolis, Minnesota.
| Braves d'Atlanta | 0 | 0 | 0 | 0 | 2 | 0 | 1 | 0 | 0 | 0 | 0 | 3 | 9 | 1 |
| Twins du Minnesota | 2 | 0 | 0 | 0 | 1 | 0 | 0 | 0 | 0 | 0 | 1 | 4 | 9 | 0 |
| Lanceurs partants : ATL : Steve Avery MIN : Scott Erickson Vic. : Rick Aguilera (1-1) Déf. : Charlie Leibrandt (0-2) HRs : ATL : Terry Pendleton (2) MIN : Kirby Puckett (2) |   |   |   |   |   |   |   |   |   |   |   |   |   |   |

De retour à domicile, les Twins reprirent leurs bonnes habitudes de marquer tôt dans la rencontre. Ils comptèrent deux fois en première manche contre Steve Avery. Kirby Puckett, avec un triple, et Shane Mack, avec un simple, placèrent les champions de l'Américaine en avant 2-0.
Puckett fut le héros du match. Il frappa trois coups sûrs en quatre dans ce sixième match et donna la victoire à son équipe en fin de 9e manche, brisant l'égalité de 3-3 avec un circuit en solo aux dépens de Charlie Leibrandt. Ce dernier, qui avait connu une sortie difficile lors du premier match, où il avait été crédité de la défaite, avait été retiré de la rotation de partants des Braves à la suite de cette contre-performance et son gérant, Bobby Cox, l'avait employé en relève. Il n'affronta qu'un seul frappeur, Puckett, dans cette partie.
Dans la défaite des Braves, 4 à 3, Terry Pendleton frappa 4 coups sûrs en 5 présences au bâton et produisit deux points.
Minnesota créait l'égalité 3-3 dans la série et forçait la présentation d'une septième rencontre.

### Match 7
Dimanche 27 octobre 1991 au Metrodome, Minneapolis, Minnesota.
| Braves d'Atlanta                                                                                             | 0 | 0 | 0 | 0 | 0 | 0 | 0 | 0 | 0 | 0 | 0 | 7  | 0 |
| Twins du Minnesota                                                                                           | 0 | 0 | 0 | 0 | 0 | 0 | 0 | 0 | 0 | 1 | 1 | 10 | 0 |
| Lanceurs partants : ATL : John Smoltz MIN : Jack Morris Vic. : Jack Morris (2-0) Déf. : Alejandro Pena (0-1) |   |   |   |   |   |   |   |   |   |   |   |    |   |

Le septième match offrit un duel épique entre les partants Jack Morris, des Twins, et John Smoltz, des Braves. Morris lança une performance historique de dix manches au monticule. Pour la première fois depuis 1962, un septième match de série mondiale se termina par un score de 1-0, et pour la première fois depuis 1924 un septième match fut décidé en manches supplémentaires.
Malgré 17 coups sûrs au total, un seul point fut donc marqué. Face à Alejandro Pena, Dan Gladden entreprit la seconde moitié de la 10e manche avec son troisième coup sûr du match, un double au champ centre gauche. Gladden fila au troisième but sur un sacrifice de Chuck Knoblauch. Puis les Braves décidèrent d'accorder deux buts sur balles intentionnels, à Kirby Puckett et Kent Hrbek, de manière à remplir les buts et provoquer un jeu forcé ou un double jeu. Le gérant des Twins, Tom Kelly, choisit alors d'y aller d'une double substitution et de surprendre les Braves en envoyant comme frappeur suppléant Gene Larkin, un joueur blessé, et de surcroît l'avant-dernier joueur (hormis les lanceurs) encore disponible pour Minnesota dans ce match. Larkin souleva la première offrande de Pena pour un simple au champ centre gauche qui poussa Gladden au marbre, mettant fin à la série mondiale.

## Joueur par excellence
Le lanceur des Twins du Minnesota, Jack Morris, fut nommé joueur par excellence de la Série mondiale 1991. Déjà gagnant de deux victoires en Série de championnat de la Ligue américaine contre Toronto, Morris ajouta deux autres gains en Série mondiale, lors des matchs #1 et #7. Il offrit une performance particulièrement remarquable lors de la septième et ultime rencontre, blanchissant les Braves en 10 manches au monticule.
Au cours de la série contre Atlanta, n'accorda que 3 points mérités en 18 manches, pour une moyenne de points mérités de 1,17. Il retira également 15 frappeurs adverses sur des prises.
Déjà champion de la Série mondiale avec les Tigers de Detroit, son équipe précédente, en 1984, Jack Morris remporta également les grands honneurs au cours des deux saisons suivant la conquête du titre de 1991 avec les Twins. Il fit partie des équipes championnes des Blue Jays de Toronto en 1992 et 1993, bien qu'il ne fit aucune présence au monticule lors de cette dernière série finale.

## Faits notables
- Lonnie Smith, des Braves d'Atlanta, devint le premier joueur du baseball à prendre part aux Séries mondiales avec quatre clubs différents. Il avait déjà remporté les grands honneur avec les Phillies de Philadelphie en 1980, les Cardinals de Saint-Louis en 1982 et les Royals de Kansas City en 1985.
- Un des joueurs qui a durablement marqué la Série mondiale de 1991, et ce malgré la défaite de son équipe, fut Mark Lemke. Le joueur de deuxième but des Braves n'avait frappé que pour ,234 en saison régulière. Il joua les héros en produisant le point gagnant en 12e manche dans le match #3 et en marquant celui de la victoire en fin de 9e manche lors du quatrième affrontement. Il frappa trois triples durant cette série mondiale, égalant le record de Billy Johnson des Yankees de New York, établi en 1947.
- En s'inclinant à Atlanta lors du match #5, les Twins encaissaient une 12e défaite consécutive lors de matchs de série mondiale disputés sur la route. Cette séquence inclut aussi l'époque où la franchise était établie à Washington et s'appelait les Senators.